# Instituto de Desarrollo Agropecuario
El Instituto de Desarrollo Agropecuario (más conocido por su acrónimo, Indap) es un servicio público chileno, dependiente del Ministerio de Agricultura, creado durante el gobierno del presidente Jorge Alessandri, el 27 de noviembre de 1962, cuyo mandato está establecido por la Ley Orgánica 18.910, modificada por la Ley 19.213 en mayo de 1993. Desde el 31 de marzo de 2022, su director nacional es el ingeniero agrónomo de la Pontificia Universidad Católica (PUC), Santiago Rojas Alessandri.
Siendo un orgamismo descentralizado, tiene por objeto: «Promover el desarrollo económico, social y tecnológico de los pequeños productores agrícolas y campesinos, con el fin de contribuir a elevar su capacidad empresarial, organizacional y comercial, su integración al proceso de desarrollo rural y optimizar al mismo tiempo el uso de los recursos productivos».

## Historia
EL Indap fue creado por medio de la Ley N.º 15.020, de Reforma Agraria del 27 de noviembre de 1962, promulgada por el gobierno del presidente Jorge Alessandri Rodríguez, a partir de la transformación del «Consejo de Fomento e Investigación Agrícola» (Confin, 1953) y el Departamento Técnico Interamericano de Cooperación Agrícola (Dtica), en el Indap. El Indap fue creado para apoyar a la pequeña agricultura, en el marco de esa ley, que formulaba una política de impulso a la producción agropecuaria, permitiendo el acceso a la propiedad de la tierra a quienes la trabajan. Su primer vicepresidente ejecutivo fue Armando Artigas Pulgar, militante del Partido Radical (PR).
En estos años, y junto con la Corporación de la Reforma Agraria (CORA) inició un proceso de redistribución y ampliación de las tierras de cultivo. En 1979 se le fusionó el «Instituto de Desarrollo Indígena» (IDI, 1961).

## Misión, visión y objetivos
La misión del Indap es contribuir al desarrollo económico sostenible y a la valorización de la agricultura familiar campesina y sus organizaciones, mediante una acción de fomento tendiente a fortalecer el capital humano, social, productivo, natural y cultural, de hombres, mujeres, jóvenes y pueblos originarios en los territorios.
Por otra parte la visión del organismo, es ser una institución pública de excelencia, plural, dialogante y que trabaja en red con otros actores públicos y privados, en beneficio de la agricultura familiar campesina del país.
Por consiguiente los objetivos institucionales del Indap son los siguientes:
- Apoyar el acceso de la «agricultura familiar campesina» a un sistema de extensión y apoyo a la innovación que mejore sus capacidades y habilidades para desarrollar emprendimientos agrícolas y rurales, considerando las oportunidades y restricciones que señalan los mercados, los territorios y el medio ambiente.
- Facilitar el acceso de la agricultura familiar campesina a programas de financiamiento (créditos e incentivos) adecuados a las necesidades de capital de trabajo e inversiones requeridos para potenciar la diversidad de emprendimientos económicos, individuales y asociativos.
- Ampliar y mejorar las condiciones de acceso de la agricultura familiar campesina a los mercados locales regionales, nacionales e internacionales, promoviendo productos tradicionales y diferenciados de alta calidad y buscando un acercamiento entre el productor y el consumidor final.
- Fortalecer el desarrollo organizacional de la agricultura familiar campesina para así contribuir al desarrollo de su actividad productiva y de su integración a los mercados, así como al fortalecimiento de su participación y posicionamiento como un actor relevante en la sociedad.
- Apoyar el desarrollo y fortalecimiento del capital social de la agricultura familiar campesina, impulsando la cooperación entre productores, así como la constitución de redes y alianzas entre éstos y los actores públicos y privados, para canalizar nuevos recursos y competencias hacia el mundo rural.

## Organización
El Indap está compuesto por un director nacional, un subdirector nacional, y por ocho divisiones:
- División de Fomento
- División Asistencia Financiera
- División Administración y Finanzas
- División de Personas
- División Sistemas y Tics
- División Comunicaciones y Marketing
- División Fiscalía
- División Auditoría Interna

## Autoridades

### Vicepresidentes ejecutivos
| Titular                     | Partido | Inicio                   | Final                    | Presidente                 |
| --------------------------- | ------- | ------------------------ | ------------------------ | -------------------------- |
| Armando Artigas Pulgar      | PR      | 27 de noviembre de 1962  | 3 de noviembre de 1964   | Jorge Alessandri Rodríguez |
| Jacques Chonchol Chait      | PDC     | 3 de noviembre de 1964   | 1969                     | Eduardo Frei Montalva      |
| Roberto Infante Rengifo     | PDC     | 1969                     | 3 de noviembre de 1970   | Eduardo Frei Montalva      |
| Adrián Vásquez Cerda        | PS      | 3 de noviembre de 1970   | 1972                     | Salvador Allende Gossens   |
| Pedro Hidalgo Salamanca     | PS      | 1972                     | 11 de septiembre de 1973 | Salvador Allende Gossens   |
| Sergio Arancibia Valenzuela | Ind.    | 12 de septiembre de 1973 | 1973                     | Augusto Pinochet Ugarte    |
| Sergio Huerta Muñoz         | Ind.    | 1973                     | 1974                     | Augusto Pinochet Ugarte    |
| Guillermo Salas Urzúa       | Ind.    | 11 de julio de 1974      | 3 de junio de 1975       | Augusto Pinochet Ugarte    |
| Edmundo Ruiz Undurraga      | Ind.    | 1975                     | 1976                     | Augusto Pinochet Ugarte    |
| Ricardo Hepp Dubiau         | Ind.    | 1976                     | 1982                     | Augusto Pinochet Ugarte    |
| Alberto Cardemil Herrera    | Ind.    | 1982                     | 1984                     | Augusto Pinochet Ugarte    |
| Arturo Venegas Palacios     | Ind.    | 1984                     | 1987                     | Augusto Pinochet Ugarte    |
| Sergio Retamal Iglesias     | Ind.    | 1987                     | 11 de marzo de 1990      | Augusto Pinochet Ugarte    |

### Directores nacionales
| Titular                     | Partido | Inicio              | Final               | Presidente                 |
| --------------------------- | ------- | ------------------- | ------------------- | -------------------------- |
| Hugo Ortega Tello           | PDC     | 11 de marzo de 1990 | 11 de marzo de 1994 | Patricio Aylwin Azócar     |
| Luis Marambio Canales       | PDC     | 11 de marzo de 1994 | 11 de marzo de 2000 | Eduardo Frei Ruiz-Tagle    |
| Maximiliano Cox Balmaceda   | PDC     | 2000                | 2001                | Ricardo Lagos Escobar      |
| Ricardo Halabi Caffena      | PDC     | 16 de abril de 2001 | 1 de agosto de 2005 | Ricardo Lagos Escobar      |
| Arturo Sáez Chatterton      |         | 1 de agosto de 2005 | 17 de marzo de 2006 | Ricardo Lagos Escobar      |
| Hernán Rojas Olavarría      |         | 17 de marzo de 2006 | 16 de abril de 2010 | Michelle Bachelet Jeria    |
| Ricardo Ariztía de Castro   |         | 29 de abril de 2010 | 11 de marzo de 2014 | Sebastián Piñera Echenique |
| Octavio Sotomayor Echenique | PS      | 11 de marzo de 2014 | 11 de marzo de 2018 | Michelle Bachelet Jeria    |
| Carlos Recondo              | UDI     | 24 de marzo de 2018 | 11 de marzo de 2022 | Sebastián Piñera Echenique |
| Orielle Díaz Acosta (s)     | Ind.    | 11 de marzo de 2022 | 31 de marzo de 2022 | Gabriel Boric Font         |
| Santiago Rojas Alessandri   | Ind.    | 31 de marzo de 2022 | En el cargo         | Gabriel Boric Font         |